# The Seventh One
The Seventh One är det sjunde studioalbumet av det amerikanska bandet Toto, utgivet 1988.

## Låtlista
| Nr           | Titel                  | Kompositör                      | Sångare         | Längd |
| ------------ | ---------------------- | ------------------------------- | --------------- | ----- |
| 1.           | Pamela                 | Paich, Williams                 | Williams        | 5:10  |
| 2.           | You Got Me             | Paich, Williams                 | Williams        | 3:13  |
| 3.           | Anna                   | Goodrum, Lukather               | Lukather        | 4:55  |
| 4.           | Stop Loving You        | Lukather, Paich                 | Williams        | 4:30  |
| 5.           | Mushanga               | Paich, J. Porcaro               | Williams        | 5:36  |
| 6.           | Stay Away              | Lukather, Paich                 | Williams        | 5:31  |
| 7.           | Straight For the Heart | Paich, Williams                 | Williams        | 4:12  |
| 8.           | Only the Children      | Lukather, Paich, Williams       | Williams        | 4:11  |
| 9.           | A Thousand Years       | Paich, Williams, M. T. Williams | Williams        | 4:53  |
| 10.          | These Chains           | Goodrum, Lukather               | Lukather        | 5:00  |
| 11.          | Home of the Brave      | Lukather, Paich, Webb, Williams | Paich, Williams | 6:48  |
| Total längd: | Total längd:           | Total längd:                    | Total längd:    | 53:40 |